# Бройнигвайлер
Бройнигвайлер (нем. Breunigweiler) — община в Германии, в земле Рейнланд-Пфальц. 
Входит в состав района Доннерсберг. Подчиняется управлению Виннвайлер.  Население составляет 460 человек (на 31 декабря 2010 года). Занимает площадь 3,24 км².